# Bulkley

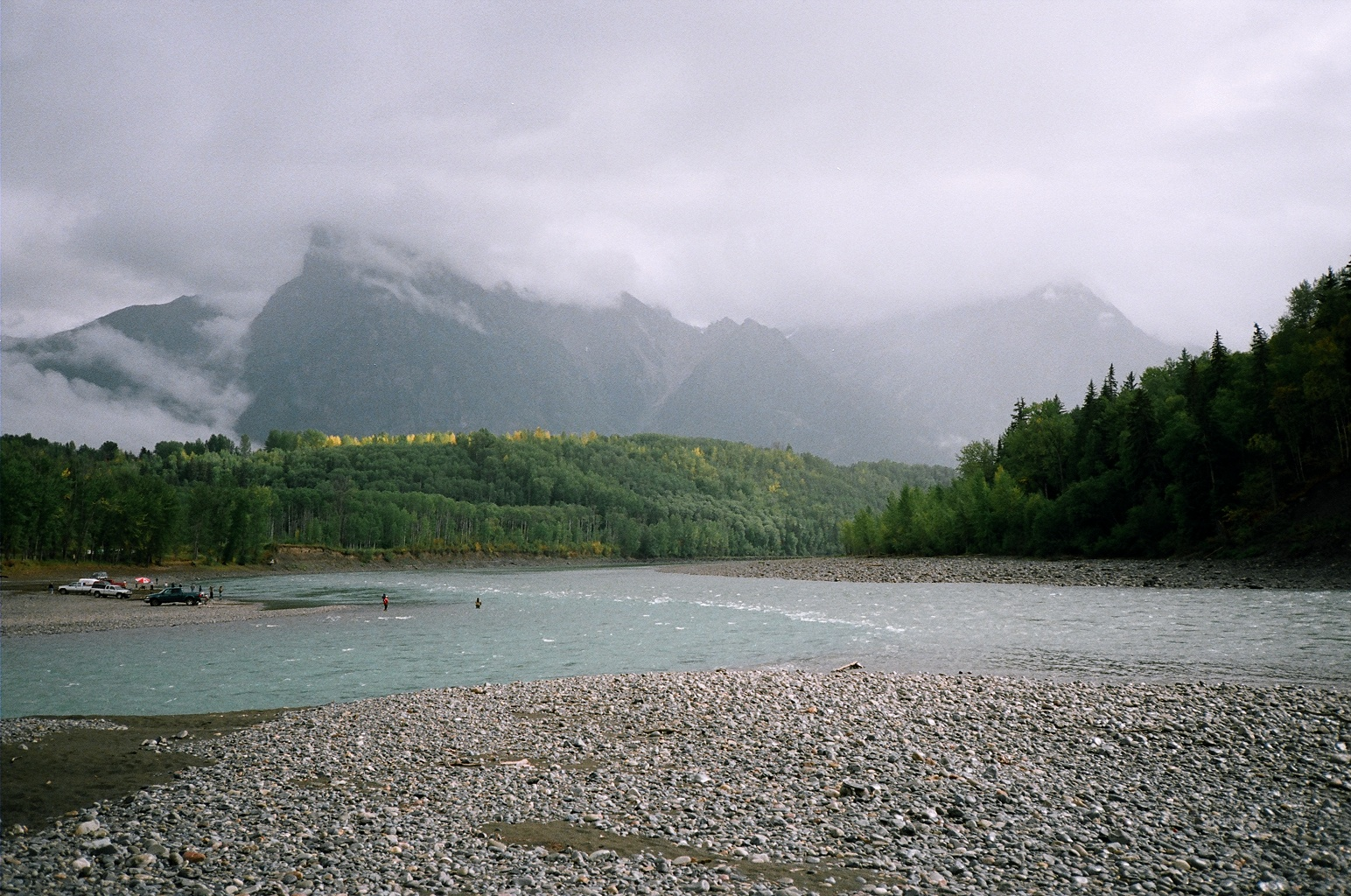
De monding van de Bulkley in de Skeena nabij Hazelton

De Bulkley is een rivier in de Canadese provincie Brits-Columbia. Het is een van de belangrijkste zijrivieren van de Skeena, met een lengte van 257 kms en een stroombekken van 12.400 km2. De rivier stroomt westwaarts vanaf het Bulkleymeer. In Houston stroomt de Morice in de Bulkley. Vervolgens stroomt de rivier naar het noorden langs de plaatsen Quick, Telkwa en Smithers om in de Skeena te stromen nabij Hazelton. De oorspronkelijke inwoners van het Bulkleydal, de Wet'suwet'en, noemen de rivier Wet'sinkwha, "blauw-groene rivier".
- Library of Congress Control Number: sh00009968
- Nationale Bibliotheek van Israël: 987007291963405171
- Virtual International Authority File: 315528779
- WorldCat: E39PBJfcHQ6Rc69dqGRpF7dJDq